# 叉毛岩荠
叉毛岩荠（学名：Cochlearia furcatopilosa）为十字花科岩荠属下的一个种。

## 扩展阅读
- 維基物種上的相關：叉毛岩荠